# Steffen Rau
Steffen Rau (* 27. März 1970) ist ein deutscher Fußballtrainer.

## Karriere
Rau absolvierte 2006 die Fußballlehrer-Ausbildung des DFB. Ab 2008 trainierte er zunächst die Zweitliga-Frauen des Magdeburger FFC, anschließend Preussen Magdeburg sowie den SV Irxleben. Zudem war er als Trainerausbilder beim Fußballverband Sachsen-Anhalt tätig.
Zur Saison 2015/16 übernahm Rau die in die Bundesliga aufgestiegene Frauen-Mannschaft von Werder Bremen. In der Premierensaison im Oberhaus konnte er mit der Mannschaft den direkten Abstieg nicht verhindern. Nachdem Rau die Mannschaft in der Saison 2016/17 zum ersten Platz in der 2. Bundesliga Nord und somit zum direkten Wiederaufstieg sowie in das Viertelfinale des DFB-Pokal geführt hatte, wurde sein auslaufender Vertrag nicht verlängert.
Am 22. Januar 2018 wurde Rau unter Bernd Hollerbach Co-Trainer beim Hamburger SV. Am 12. März 2018 wurden Hollerbach und Rau nach drei Unentschieden und vier Niederlagen, wodurch der HSV acht Spieltage vor dem Saisonende mit sieben Punkten Rückstand auf den Relegationsplatz auf den 17. Tabellenplatz abgerutscht war, freigestellt.

## Erfolge
- Meister der 2. Frauen-Bundesliga Nord und Aufstieg in die Frauen-Bundesliga: 2017 (mit Werder Bremen)